# Малі Гарі
Малі Га́рі (рос. Малые Гари) — присілок у складі Орічівського району Кіровської області, Росія. Входить до складу Гарського сільського поселення.
Населення становить 13 осіб (2010, 20 у 2002).
Національний склад станом на 2002 рік — росіяни 100 %.